# Список прем'єр-міністрів Лаосу
У статті подано список прем'єр-міністрів Лаосу від 1941 року дотепер.

## Список
Політичні партії
- Лао Іссара
- Незалежна партія
- Національна прогресивна партія
- Лаоське народне зібрання
- Комітет захисту національних інтересів
- Партія миру та нейтралітету
- Лаоська нейтралістська партія
- Народно-революційна партія

Інше
- Військовики
- Безпартійні

| Порядок                                 | Прем'єр-міністр                              | Прем'єр-міністр                                                             | Період повноважень  | Період повноважень     | Період повноважень | Голова держави                          |                  |
| Порядок                                 | Портрет                                      | Ім'я (роки життя)                                                           | Початок повноважень | Завершення повноважень | Тривалість терміну | Голова держави                          |                  |
| Королівство Лаос                        | Королівство Лаос                             | Королівство Лаос                                                            | Королівство Лаос    | Королівство Лаос       | Королівство Лаос   | Королівство Лаос                        | Королівство Лаос |
| --------------------------------------- | -------------------------------------------- | --------------------------------------------------------------------------- | ------------------- | ---------------------- | ------------------ | --------------------------------------- | ---------------- |
| 1                                       |                                              | принц Петсарат Ратанавонґса ເຈົ້າເພັດຊະຣາດ ຣັຕນະວົງສາ (1890–1959)                | 21 серпня 1941      | 10 жовтня 1945         | 4 роки, 50 днів    | король Сісаванг Вонг                    |                  |
| —                                       |                                              | Пхая Каммао ພະຍາ ຄຳມ້າວ (1911–1984) голова тимчасового уряду                 | 12 жовтня 1945      | 23 квітня 1946         | 0 років, 193 дні   | принц Петсарат                          |                  |
| 2                                       |                                              | принц Кіндавонґ ເຈົ້າກິນດາວົງສ໌ (1900–1951)                                      | 23 квітня 1946      | 15 березня 1947        | 0 років, 326 днів  | король Сісаванг Вонг                    |                  |
| 3                                       |                                              | принц Суваннарат ເຈົ້າສຸວັນນະຣາດ (1893–1960)                                    | 15 березня 1947     | 25 березня 1948        | 1 рік, 10 днів     | король Сісаванг Вонг                    |                  |
| 4                                       |                                              | принц Бун Ум ບຸນອຸ້ມ ນະ ຈຳປາສັກ (1912–1980)                                     | 25 березня 1948     | 24 лютого 1950         | 1 рік, 305 днів    | король Сісаванг Вонг                    |                  |
| 5                                       |                                              | Пхуї Сананікон ຜຸຍ ຊະນະນິກອນ (1903–1983)                                      | 24 лютого 1950      | 15 жовтня 1951         | 1 рік, 233 дні     | король Сісаванг Вонг                    |                  |
| 6                                       |                                              | спадковий принц Сісаванг Ваттана ເຈົ້າສີສະຫວ່າງວັດທະນາ (1907–1978/1984)          | 15 жовтня 1951      | 21 листопада 1951      | 0 років, 37 днів   | король Сісаванг Вонг                    |                  |
| 7                                       |                                              | принц Суванна Пхума ເຈົ້າສຸວັນນະພູມາ (1901–1984)                                 | 21 листопада 1951   | 25 жовтня 1954         | 2 роки, 338 днів   | король Сісаванг Вонг                    |                  |
| 8                                       |                                              | Катай Дон Сасоріт ກະຕ່າຍ ໂດນສະໂສລິດ (1904–1959)                               | 25 жовтня 1954      | 21 березня 1956        | 1 рік, 148 днів    | король Сісаванг Вонг                    |                  |
| 9                                       |                                              | принц Суванна Пхума ເຈົ້າສຸວັນນະພູມາ (1901–1984)                                 | 21 березня 1956     | 17 серпня 1958         | 2 роки, 149 днів   | король Сісаванг Вонг                    |                  |
| 10                                      |                                              | Пхуї Сананікон ຜຸຍ ຊະນະນິກອນ (1903–1983)                                      | 17 серпня 1958      | 31 грудня 1959         | 1 рік, 136 днів    | король Сісаванг Вонг                    |                  |
| 10                                      | король Сісаванг Ваттана (1959–1975)          | Пхуї Сананікон ຜຸຍ ຊະນະນິກອນ (1903–1983)                                      | 17 серпня 1958      | 31 грудня 1959         | 1 рік, 136 днів    |                                         |                  |
| —                                       |                                              | генерал Сунтон Патаммавонґ ສູນທອນ ປະຖຳມະວົງ (1911–1985) Начальник штабу армії | 31 грудня 1959      | 7 січня 1960           | 0 років, 7 днів    |                                         |                  |
| 11                                      |                                              | Ку Абхай ກຸ ອະໄພ (1892–1964)                                                 | 7 січня 1960        | 3 червня 1960          | 0 років, 148 днів  |                                         |                  |
| 12                                      |                                              | принц Сомсаніт Вонґкотраттана ເຈົ້າສົມສະນິດ ວົງກົຕຣັຕນະ (1913–1975)                | 3 червня 1960       | 15 серпня 1960         | 0 років, 73 дні    |                                         |                  |
| 13                                      |                                              | принц Суванна Пхума ເຈົ້າສຸວັນນະພູມາ (1901–1984)                                 | 30 серпня 1960      | 13 грудня 1960         | 0 років, 105 днів  |                                         |                  |
|                                         |                                              | Кінім Пхолсена ກວີນິມ ພົລເສນາ (1915–1963) (не визнаний)                        | 11 грудня 1960      | 13 грудня 1960         | 0 років, 2 дні     |                                         |                  |
| 14                                      |                                              | принц Бун Ум ບຸນອຸ້ມ ນະ ຈຳປາສັກ (1912–1980)                                     | 13 грудня 1960      | 23 червня 1962         | 1 рік, 192 дні     |                                         |                  |
| 15                                      |                                              | принц Суванна Пхума ເຈົ້າສຸວັນນະພູມາ (1901–1984)                                 | 23 червня 1962      | 2 грудня 1975          | 13 років, 162 дні  |                                         |                  |
| Лаоська Народна Демократична Республіка |                                              |                                                                             |                     |                        |                    |                                         |                  |
| 16                                      |                                              | Кейсон Фомвіхан ໄກສອນ ພົມວິຫານ (1920–1992)                                    | 8 грудня 1975       | 15 серпня 1991         | 15 років, 250 днів | президент принц Суфанувонг (1975–1991)  |                  |
| 16                                      | в. о. президента Пхумі Вонґвікіт (1986–1991) | Кейсон Фомвіхан ໄກສອນ ພົມວິຫານ (1920–1992)                                    | 8 грудня 1975       | 15 серпня 1991         | 15 років, 250 днів |                                         |                  |
| 17                                      |                                              | Кхамтай Сіпхандон ຄຳໄຕ ສີພັນດອນ (нар. 1924)                                   | 15 серпня 1991      | 24 лютого 1998         | 6 років, 193 дні   | президент Кейсон Фомвіхан (1991–1992)   |                  |
| 17                                      | президент Нугак Пхумсаванх (1992–1998)       | Кхамтай Сіпхандон ຄຳໄຕ ສີພັນດອນ (нар. 1924)                                   | 15 серпня 1991      | 24 лютого 1998         | 6 років, 193 дні   |                                         |                  |
| 18                                      |                                              | Сісават Кеобунпханх ສີສະຫວາດ ແກ້ວບຸນພັນ (1928–2020)                             | 24 лютого 1998      | 27 березня 2001        | 3 роки, 31 день    | президент Кхамтай Сіпхандон (1998–2006) |                  |
| 19                                      |                                              | Буннянг Ворачіт ບຸນຍັງ ວໍລະຈິດ (нар. 1937)                                      | 27 березня 2001     | 8 червня 2006          | 5 років, 73 дні    | президент Кхамтай Сіпхандон (1998–2006) |                  |
| 20                                      |                                              | Буасон Бупхаванх ບົວສອນ ບຸບຜາວັນ (нар. 1954)                                   | 8 червня 2006       | 23 грудня 2010         | 4 роки, 198 днів   | президент Чуммалі Саясон (2006–2016)    |                  |
| 21                                      |                                              | Тонґсінґ Таммавонґ ທອງສິງ ທຳມະວົງ (нар. 1944)                                 | 23 грудня 2010      | 20 квітня 2016         | 5 років, 119 днів  | президент Чуммалі Саясон (2006–2016)    |                  |
| 22                                      |                                              | Тонлун Сісуліт ທອງລຸນ ສີສຸລິດ (нар. 1946)                                       | 20 квітня 2016      | 22 березня 2021        | 4 роки, 336 днів   | президент Буннянг Ворачіт (2016–2021)   |                  |
| 22                                      |                                              | Пханкхам Віпхаванх ພັນຄຳ ວິພາວັນ (нар. 1951)                                   | 22 березня 2021     | 30 грудня 2022         | 1 рік, 283 дні     | президент Тонлун Сісуліт (2021–)        |                  |
| 23                                      |                                              | Сонексай Сіпхандон ສອນໄຊ ສີພັນດອນ (нар. 1966)                                 | 30 грудня 2022      | нині                   | 2 роки, 216 днів   | президент Тонлун Сісуліт (2021–)        |                  |